# Stagmomantis heterogamia
Stagmomantis heterogamia är en bönsyrseart som beskrevs av Henri Saussure och Leo Zehntner 1894. Stagmomantis heterogamia ingår i släktet Stagmomantis och familjen Mantidae. Inga underarter finns listade i Catalogue of Life.